# Leslie Woman Suffrage Commission
A Leslie Woman Suffrage Commission (em português: Comissão Leslie pelo Sufrágio Feminino) foi uma organização americana em prol do sufrágio feminino formada por Carrie Chapman Catt em março de 1917, usando fundos concedidos para esse fim através do testamento de Miriam Leslie. A organização ajudou a promover a causa do sufrágio através de uma maior visibilidade ao público e através da educação. Estima-se que cerca de US $ 933 728,88 dos fundos deixados por Leslie foram diretamente para a causa do sufrágio feminino.

## Sobre
Quando Miriam Leslie morreu em 1914, ela deixou em seu testamento que Carrie Chapman Catt deveria receber dinheiro para promover e continuar seu trabalho em prol do sufrágio feminino. Leslie queria que os fundos fossem para Catt e que ela decidisse como melhor utilizá-los. O testamento foi contestado pela família de Leslie, e Catt encontrou um advogado que estaria disposto a esperar pelo pagamento até que o caso fosse ganho. Catt recebeu pelo tribunal, inicialmente, 500 mil dólares do testamento de Leslie em fevereiro de 1917. Mais tarde, joias pertencentes a Leslie e avaliadas em US $ 34 785 também foram deixadas para Catt.
A primeira reunião da Comissão Leslie ocorreu em Nova York em março de 1917. A comissão era chefiada por Catt, e a secretária e tesoureira era Gratia Goller. Durante a primeira reunião, as mulheres criaram o estatuto interno da organização. Elas também discutiram como os 500 mil dólares que Catt recebeu seriam utilizados.
O dinheiro foi usado para ajudar a promover o sufrágio feminino através da educação do público, e era filiado à Associação Nacional Americana pelo Sufrágio Feminino (NAWSA). Rose Young foi encarregada com a criação de uma agência para a Comissão Leslie, a qual fornecia comunicados de imprensa aos jornais sobre o trabalho das sufragistas nos Estados Unidos. A agência contava com 25 pessoas e estava localizada no décimo quinto andar de um prédio na Madison Avenue. A agência também compilava estatísticas relacionadas ao sufrágio, respondia a perguntas do público, e imprimia entrevistas com sufragistas e formas de desafiar os anti-sufragistas. A agência da Comissão Leslie também apoiou a publicação do periódico The Woman Citizen. O grupo também criou panfletos informativos em disputas políticas sobre candidatos que se opunham ao voto feminino. De acordo com o Arizona Republic em 1920, a Comissão Leslie tinha o "maior escritório de propaganda do mundo dirigido por mulheres".
Quando as mulheres ganharam o direito de voto nos Estados Unidos em 1920, os fundos da Comissão Leslie foram usados para ajudar as mulheres a conseguir o sufrágio em outros países. A Comissão comprava livros sobre a história do sufrágio feminino e os doava a bibliotecas. 
A Comissão foi dissolvida no dia 1º de outubro de 1929.

## Membros eminentes
- Alice Stone Blackwell[11]
- Carrie Chapman Catt
- Mary Garrett Hay
- Anna Pennybacker [6]
- Margaret Drier Robins[4]
- Harriet Taylor Upton